# Hervormde Kerk (Borkum)
De Hervormde Kerk (Duits: Reformierte Kirche) op het Duitse waddeneiland Borkum is in de jaren 1896-1897 in de stijl van het historisme gebouwd.

## Geschiedenis
De huidige kerk heeft minstens drie voorgangers. Het eerste protestantse godshuis werd rond 1550 opgericht. In 1576 liet de stad Emden naast deze kerk de tegenwoordig nog bestaande Oude Vuurtoren (Alten Leuchtturm) bouwen. Naast de functie van baken van herkenning voor schepen die de Eems opvoeren, diende het ook als klokkentoren voor de kerkelijke gemeente. In de 18e eeuw brak voor het eiland een periode van grote welstand aan, een welstand die in 1730 een nieuw kerkgebouw mogelijk maakte. Maar in 1804 was deze kerk als gevolg van verwaarlozing en weersinvloeden dermate bouwvallig geworden, dat het gebouw vervangen moest worden.
Door betere verbindingen met het vasteland ontwikkelde zich het badtoerisme naar Borkum zeer snel. Hierdoor nam ook de bevolking toe, zodat de kerk met rond 400 zitplaatsen veel te klein werd. Met name als het vakantieseizoen aanbrak bleek de kerk uit haar voegen te barsten. Welgestelde bezoekers drongen daarom op nieuwbouw aan en er werden allerlei acties georganiseerd om de benodigde middelen bij elkaar te verzamelen.
Omdat het bij de oude vuurtoren ontbrak aan een grote bouwplaats, werd de nieuwe kerk in 1896-1897 iets te zuidwesten van de oude gebouwd. De eerstesteenlegging vond in juni 1896 plaats. Nadat voor het fundament 10 pijlers de grond in waren geheid, kon worden begonnen met de bouw van een bakstenen kerk naar ontwerp van de Berlijnse architect Otto March (*1845-†1913). Op 18 juli 1897 werd de kerk in gebruik genomen. In totaal beliepen de bouwkosten op 124.411,00 Mark. Oorspronkelijk bestond de dakbedekking uit leien, maar in 1982 werden koperplaten over het dak gelegd die beter bestand zouden zijn tegen het klimaat op het eiland.
Tegenwoordig heeft de kerkgemeenschap circa 1.800 leden en ook nu nog bezoeken jaarlijks talrijke vakantiegasten 's zondags de kerkdiensten.

## Beschrijving
De 40 meter hoge kerktoren is in het gebouw geïntegreerd en wordt door een zeilschip als windvaan bekroond. Volgens de architect oriënteert de historiserende architectuur van de kerk zich aan de Nederlandse baksteen-architectuur. De eclectische stijl van het gebouw betreft een combinatie van gotiek en renaissance, in het interieur zijn daarnaast bovendien stijlelementen van de vroege jugendstil te herkennen.
De ruimte biedt inclusief de galerijen plaats aan ongeveer 800 gelovigen. De afgescheiden gemeentezaal was vroeger met houten vouwdeuren met het kerkschip verbonden. Indien nodig konden deze worden geopend, zodat er nog eens 100 plaatsen konden worden gecreëerd.

## Interieur
Uit de periode van de walvisvaart dateert een model van een schip in de kerk. Het betreft een geschenk van de walvisvaarder Roelof Gerritz Meyer, die ook in 1754 de uit Amsterdam meegenomen avondmaalsbekers schonk. Ook schonk de commandeur het hek van walvisbotten rond de pastorie in de Wilhelm-Bakker-Straße.
De oorspronkelijke bronzen klokken werd in de Eerste Wereldoorlog omgesmolten. Vrijwel direct na de oorlog nam de predikant het initiatief tot een inzameling voor nieuwe klokken, zodat in 1924 nieuwe, uit staal gegoten, klokken werden aangekocht. Deze hangen tegenwoordig nog steeds in de toren (slagtonen d1, fis1 en a1).
In 1973 werd door de Berlijnse orgelbouwer Karl Schuke boven de kansel op de oostelijke galerij een nieuw orgel achter de oorspronkelijke orgelkas gebouwd. Het orgel vervoegt over 18 registers verdeeld over twee manualen en pedaal en wordt regelmatig gebruikt voor het geven van concerten.

## Afbeeldingen

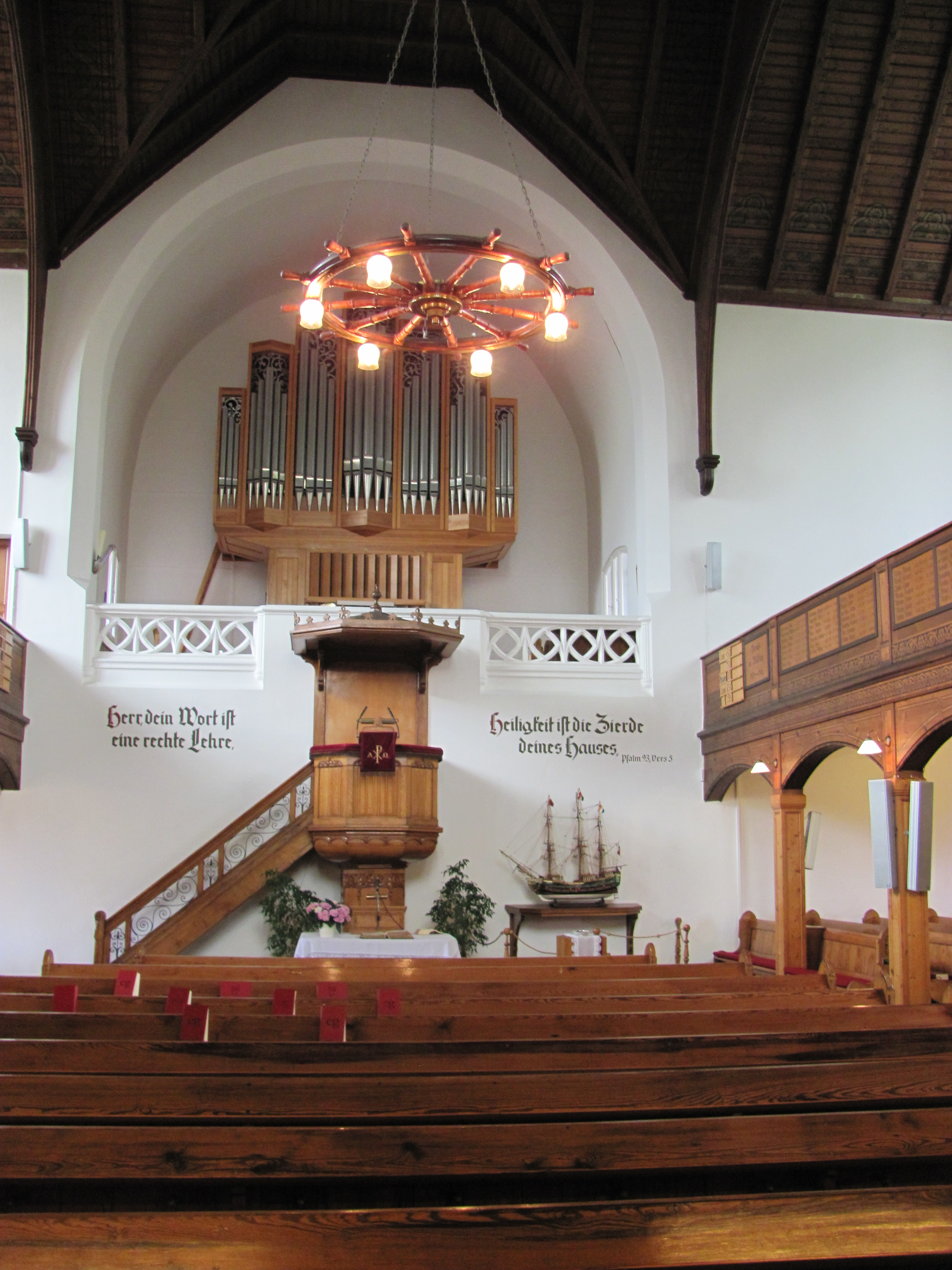
Interieur
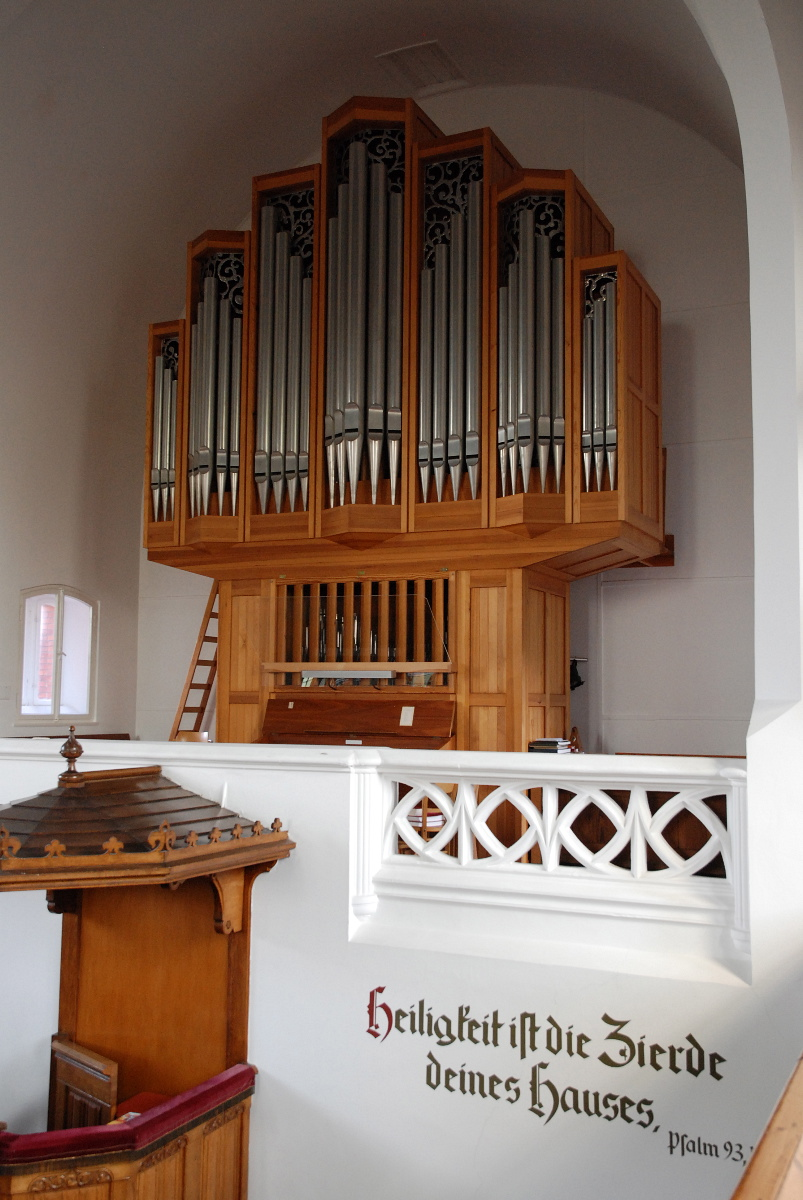
Orgel